# Custódio (futebolista)
Custódio Miguel Dias de Castro (Guimarães, 24 de maio de 1983), mais conhecido apenas por Custódio, é um ex-futebolista profissional português, actuava como médio-defensivo. Notabilizou-se ao serviço do Sporting Clube de Portugal. Em Setembro de 2013 contava com 10 internacionalizações "A" pela Selecção Portuguesa de Futebol.
Em março de 2020 foi nomeado treinador do Braga, sem sequer ter algum curso de treinador. Treinou o clube até 1 de julho de 2020.  Possui mestrado em Medicina Dentária.

## Carreira nos clubes
Custódio nasceu em e formou-se como jogador em Guimarães.
Em 2001 transferiu-se do Vitoria de Guimarães para o Sporting onde representou a equipa B.
Estreou-se na Primeira Liga 23 de Fevereiro de 2002 jogando 9 minutos numa partida contra o Salgueiros. Nessa equipa sagra-se-ia Campeão Nacional pelo Sporting.
Custódio ascendeu definitivamente ao plantel principal do Sporting na época de 2003/2004, terminando a sua primeira época com 22 jogos pela equipa principal.
Na época 2006–07, o treinador Paulo Bento nomeou Custódio capitão da equipa, como reconhecimento do seu historial no Sporting e pelas exibições consistentes das épocas anteriores, viria a conquistar a nessa época a sua primeira Taça de Portugal. Em Junho de 2007, transferiu-se para FC Dinamo Moscovo, da Primeira Liga Russa.
Custódio regressou a Portugal em Janeiro de 2009, ao Vitória de Guimarães clube onde inicou a sua formação futebolística. A 31 de Agosto de 2010, depois de 2 épocas de pouco sucesso, transferiu-se para o grande-rival Sporting Clube de Braga.
Na sua primeira época em Braga, Custódio lutou pela titularidade com os brasileiros Leandro Salino e Vandinho, conseguindo no entanto realizar 25 partidas oficiais. A 5 de Fevereiro de 2011 marcou na vitória por 2–1 no terreno do C.S. Marítimo, ajudando a equipa a terminar o campeonato no 4º lugar.
A 5 de Maio de 2011 marcou um dos golos mais importantes da sua carreira, cabeceando para o fundo da baliza após um pontapé de canto, que daria a vitória caseira contra o SL Benfica na 2ª mão das meias finais da Liga Europa da UEFA de 2010–11, qualificando o Braga para a final .
Custódio passou a primeira metade da época 2011–12 com uma grave lesão no joelho. Quando recuperou completamente recuperou a titularidade aproveitando a ausência Djamal Mahamat que se encontrava ao serviço da selecção na CAN 2012 marcando contra o Marítimo (2–1 vitória fora) e a sua anterior equipa, Guimarães (4–0, em casa).

## Carreira na Selecção Nacional
Como internacional sub-21, Custódio participou em 2 Campeonatos Europeus de Sub-21, em 2004 e 2006.
Foi escolhido pelo Seleccionador Nacional Paulo Bento para integrar os 23 convocados para o Euro 2012, estreando-se pela Seleção Portuguesa de Futebol no dia 2 Junho de 2012, no jogo amigável contra a Turquia (derrota caseira por 1–3 em Lisboa; na fase final na Polónia e Ucrânia, jogou 20 minutos na vitória decisiva por 2–1 na fase de grupos contra a Holanda, após substituir o lesionado Raul Meireles.
No apuramento para o Mundial de 2014 foi convocado para 9 jogos, tendo jogado em 3 deles como suplente.
Durante o ano de 2013 participou em 2 jogos amigáveis (Croácia e Equador) tendo sido suplente não utilizado a 14 de Agosto contra a Holanda.

## Palmarés
Sporting
- Primeira Liga: 2001–02
- Taça de Portugal: 2001–02, 2006–07
- Taça UEFA: Finalista 2004–05

Braga
- Taça da Liga: 2012–13
- Liga Europa da UEFA: Finalista 2010–11

## Estatísticas por clube
Em Maio de 2013
| Clube             | Época          | Liga | Liga | Taça | Taça | Taça da Liga | Taça da Liga | Europa | Europa | Total | Total |
| Clube             | Época          | Jg   | Gls  | Jg   | Gls  | Jg           | Gls          | Jg     | Gls    | Jg    | Gls   |
| ----------------- | -------------- | ---- | ---- | ---- | ---- | ------------ | ------------ | ------ | ------ | ----- | ----- |
| Sporting B        | 2001–02        | 15   | 2    | –    | –    | –            | –            | –      | –      | 15    | 2     |
| Sporting B        | Total          | 15   | 2    | –    | –    | –            | –            | –      | –      | 15    | 2     |
| Sporting          | 2001–02        | 1    | 0    | 0    | 0    | –            | –            | 0      | 0      | 1     | 0     |
| Sporting          | 2002–03        | 0    | 0    | 0    | 0    | –            | –            | 0      | 0      | 0     | 0     |
| Sporting          | Total          | 1    | 0    | 0    | 0    | –            | –            | 0      | 0      | 1     | 0     |
| Sporting B        | 2002–03        | 33   | 3    | –    | –    | –            | –            | –      | –      | 33    | 3     |
| Sporting B        | Total          | 33   | 3    | –    | –    | –            | –            | –      | –      | 33    | 3     |
| Sporting          | 2003–04        | 27   | 0    | 1    | 0    | –            | –            | 3      | 0      | 31    | 0     |
| Sporting          | 2004–05        | 25   | 4    | 3    | 0    | –            | –            | 8      | 3      | 36    | 7     |
| Sporting          | 2005–06        | 27   | 0    | 4    | 0    | –            | –            | 2      | 0      | 33    | 0     |
| Sporting          | 2006–07        | 15   | 0    | 4    | 1    | –            | –            | 2      | 0      | 21    | 1     |
| Sporting          | Total          | 94   | 4    | 12   | 1    | –            | –            | 15     | 3      | 121   | 8     |
| FC Dinamo Moscovo | 2007           | 9    | 0    | 0    | 0    | –            | –            | –      | –      | 9     | 0     |
| FC Dinamo Moscovo | 2008           | 0    | 0    | 1    | 0    | –            | –            | –      | –      | 1     | 0     |
| FC Dinamo Moscovo | Total          | 9    | 0    | 1    | 0    | –            | –            | –      | –      | 10    | 0     |
| Vitória Guimarães | 2008–09        | 10   | 0    | 0    | 0    | 2            | 0            | 0      | 0      | 12    | 0     |
| Vitória Guimarães | 2009–10        | 15   | 0    | 2    | 0    | 5            | 0            | –      | –      | 22    | 0     |
| Vitória Guimarães | 2010–11        | 2    | 0    | 0    | 0    | 0            | 0            | –      | –      | 2     | 0     |
| Vitória Guimarães | Total          | 27   | 0    | 2    | 0    | 7            | 0            | 0      | 0      | 36    | 0     |
| SC Braga          | 2010–11        | 13   | 1    | 0    | 0    | 1            | 0            | 7      | 1      | 21    | 2     |
| SC Braga          | 2011–12        | 17   | 3    | 0    | 0    | 3            | 0            | 2      | 0      | 22    | 3     |
| SC Braga          | 2012–13        | 28   | 2    | 2    | 0    | 5            | 1            | 8      | 0      | 43    | 3     |
| SC Braga          | Total          | 58   | 6    | 2    | 0    | 9            | 1            | 17     | 1      | 86    | 8     |
| Total Carreira    | Total Carreira | 237  | 15   | 17   | 1    | 16           | 1            | 32     | 4      | 302   | 21    |